# Ludwig Thomaschk
Ludwig Thomaschk (* 20. Juli 1946 in Gollnerberg) ist ein deutscher Politiker (DDR-CDU, ab 1990 CDU). Von 1990 bis 2004 war er Abgeordneter im Sächsischen Landtag.

## Leben
Thomaschk besuchte von 1953 bis 1961 die Grundschule in Krauschwitz. Von 1962 bis 1963 absolvierte er eine Lehre als Ofensetzer, danach arbeitete er als Traktorist. Von 1965 bis 1966 war er Staplerfahrer bei der Keulahütte, bevor er von 1966 bis 1968 seinen Wehrdienst in Cottbus leistete. Danach war er bis 1989 als Fahrer im Kombinat Schwarze Pumpe beschäftigt. Von 1985 bis 1987 absolvierte er einen Meisterlehrgang als Verkehrsmeister und war von 1988 bis 1990 als solcher tätig.
1968 trat er in die Blockpartei CDU ein, wurde Kreisvorstandsmitglied und Ortsvorsteher seiner Partei in Skerbersdorf und Bad Muskau. Er übte ab 1989 das Amt des Kreisgeschäftsführers im Kreisverband Weißwasser aus. Von Oktober 1989 bis März 1990 war er Mitglied des Neuen Forums. Im Oktober 1990 zog er für die CDU in den Landtag von Sachsen ein, indem er ein Direktmandat im Wahlkreis Weißwasser gewann. Er gehörte dem Sächsischen Landtag für insgesamt drei Wahlperioden bis 2004 an.